# Атанас Сотиров
 Тази статия е за комуниста.  За музиканта вижте Атанас Сотиров-Златното циганче.  
Атанас Сотиров е български военен деец.
Роден е през 1920 година в град Ямбол. Участва в комунистическото движение през Втората световна война. Включва се в конспиративна група, която е наречена „неразумни полковници“, за което е изключен от БКП и интерниран за 4 години.